# Adoración de los pastores (Luca Giordano)
La Adoración de los pastores  es un cuadro al óleo sobre tela (115×136 cm) de Luca Giordano, fechado alrededor de 1688 y conservado en el museo del Louvre de París.

## Descripción
La obra fue encargada para ser alojada en la cámara de la reina, en el palacio Real de Madrid y la tela fue hecha al mismo tiempo que otro cuadro de Giordano, destinado al mismo palacio, el matrimonio de la Virgen.
El cuadro muestra a la Virgen María que está sosteniendo al Niño Jesús en brazos, mientras José está en pie a su lado (a la derecha del cuadro). Diversos querubines, admirando a la Sagrada Familia, iluminada por un fuerte haz de luz, están colocados en cambio sobre el lado izquierdo, en posición sobreelevada frente a la misma. Un grupo de pastores se aproxima por la izquierda, llevando regalos, como signo de adoración para el Niño Jesús. El pastor de pie en primer plano frente a los otros da a la composición un sentido de dinamismo, mientras el pastor de rodillas, con los brazos cruzados sobre el pecho crea una atmósfera de contemplación.